# عروسی بی سروصدا
عروسی بی سروصدا (رومانیایی: Nunta mută) یک فیلم کمدی-درام رومانیایی است که در سال ۲۰۰۸ منتشر شد.

## بازیگران
- الکساندرو پوتوچئان
- والنتین تئودوسیو
- لومینیتسا گئورگیو
- دان کوندوراکه
- دورو آنا
- دانا دوگارو
- شربان پاولو
- کاترینل دومیترسکو
- تامارا بوچوچانو
- ویکتور ربنجوک
- جورجه میهائیتسا
- جورجه الکساندرو
- امیل هُـشتینا
- رودی رزنفلد
- گابریل اسپاهیو
- گئورگه دانیلا